# Euzhan Palcy
Euzhan Palcy ([ø.ʒɑ̃ pal.si]; Martinica, 13 de janeiro de 1958) é uma diretora, roteirista e produtora cinematográfica. Seus filmes são conhecidos por explorar temas relacionados com a etnia, gênero e política, com ênfase nos efeitos perpetuados do colonialismo. O primeiro longa-metragem de Palcy, Sugar Cane Alley (1983), recebeu inúmeros prêmios, incluindo o César de Melhor Primeiro Filme. Em 1989, dirigiu Assassinato sob Custódia, tornando-se a primeira diretora negra a ter um filme produzido por um grande estúdio de Hollywood, a Metro-Goldwyn-Mayer. Em 1992, ela dirigiu o filme independente Siméon.
Desde então, passou a dirigir documentários e projetos de televisão como Aimé Césaire: A Voice for History (1994). Ela então dirigiu um episódio de The Wonderful World of Disney intitulado "Ruby Bridges" (1998) baseado na pessoa de mesmo nome. Palcy então dirigiu o filme televisivo The Killing Yard (2001) baseado nos verdadeiros eventos que cercaram a rebelião na prisão de Attica em 1971. Ela também dirigiu o documentário The Journey of the Dissidents (2005), que conta a história dos homens e mulheres de Martinica e Guadalupe que deixaram suas ilhas entre 1940 e 1943, e a minissérie épica-histórica de televisão The Brides of Bourbon Island (2007).
Ao longo de sua carreira, ela explorou vários gêneros, muitas vezes inovando, sendo a primeira diretora negra a fazê-lo. Em 2004, ela foi distinguida com a Ordem Nacional da Legião de Honra e, em 2011, com a medalha da Ordem Nacional do Mérito, recebida das mãos do presidente francês, Nicolas Sarkozy, no Palácio do Eliseu. Ela se tornou a primeira mulher e a primeira diretora negra a ganhar um prêmio Cesar de Melhor Primeiro Filme e o Leão de Prata do Festival de Cinema de Veneza, ambos por Sugar Cane Alley (1983). Em 2022, ela recebeu o Oscar Honorário por ser "uma cineasta pioneira cujo significado inovador no cinema internacional está cimentado na história do cinema".

## Filmografia

### Cinema
| Ano  | Título                   | Diretora | Roteirista | Produtora | Nota                              |
| ---- | ------------------------ | -------- | ---------- | --------- | --------------------------------- |
| 1979 | O Madiana                | Não      | Não        | Não       | Assistente de diretor             |
| 1982 | The Devil's Workshop     | Sim      | Sim        | Sim       | Curta-metragem                    |
| 1982 | Bourg-la-folie           | Não      | Sim        | Não       |                                   |
| 1983 | Sugar Cane Alley         | Sim      | Sim        | Não       |                                   |
| 1984 | Dionysos                 | Não      | Sim        | Não       |                                   |
| 1989 | Assassinato sob Custódia | Sim      | Sim        | Não       |                                   |
| 1992 | How Are the Kids?        | Sim      | Não        | Não       | Documentário; segmento: "Hassane" |
| 1992 | Siméon                   | Sim      | Sim        | Sim       |                                   |
| 2009 | Zachry                   | Não      | Não        | Sim       | Curta-metragem                    |
| 2011 | Molly                    | Não      | Não        | Sim       | Curta-metragem                    |

### Televisão
| Ano  | Título                            | Diretora | Roteirista | Produtora | Nota                            |
| ---- | --------------------------------- | -------- | ---------- | --------- | ------------------------------- |
| 1975 | The Messenger                     | Sim      | Sim        | Sim       | Filme televisivo                |
| 1994 | Aimé Césaire: A Voice for History | Sim      | Sim        | Sim       | Série documentária; 3 episódios |
| 1998 | The Wonderful World of Disney     | Sim      | Não        | Sim       | Episódio: "Ruby Bridges"        |
| 2001 | The Killing Yard                  | Sim      | Não        | Não       | Filme televisivo                |
| 2006 | Parcours de dissidents            | Sim      | Sim        | Não       | Documentário televisivo         |
| 2007 | The Brides of Bourbon Island      | Sim      | Sim        | Não       | 2 episódios                     |